# Pyraglossa mirabilis
Pyraglossa mirabilis är en skalbaggsart som först beskrevs av Max Bernhauer 1901.  Pyraglossa mirabilis ingår i släktet Pyraglossa och familjen kortvingar. Inga underarter finns listade i Catalogue of Life.